# 短尾蛇鳗
短尾蛇鳗（学名：Ophichthus brevicaudatus）为輻鰭魚綱鳗鲡目蛇鳗科蛇鳗属的鱼类。其种加词“brevicaudatus”意为“短尾的”。在中国，分布于台湾海峡等，棲息在底層水域，屬肉食性，生活習性不明。该物种的模式产地在福建三沟渔场。